# 毛皮

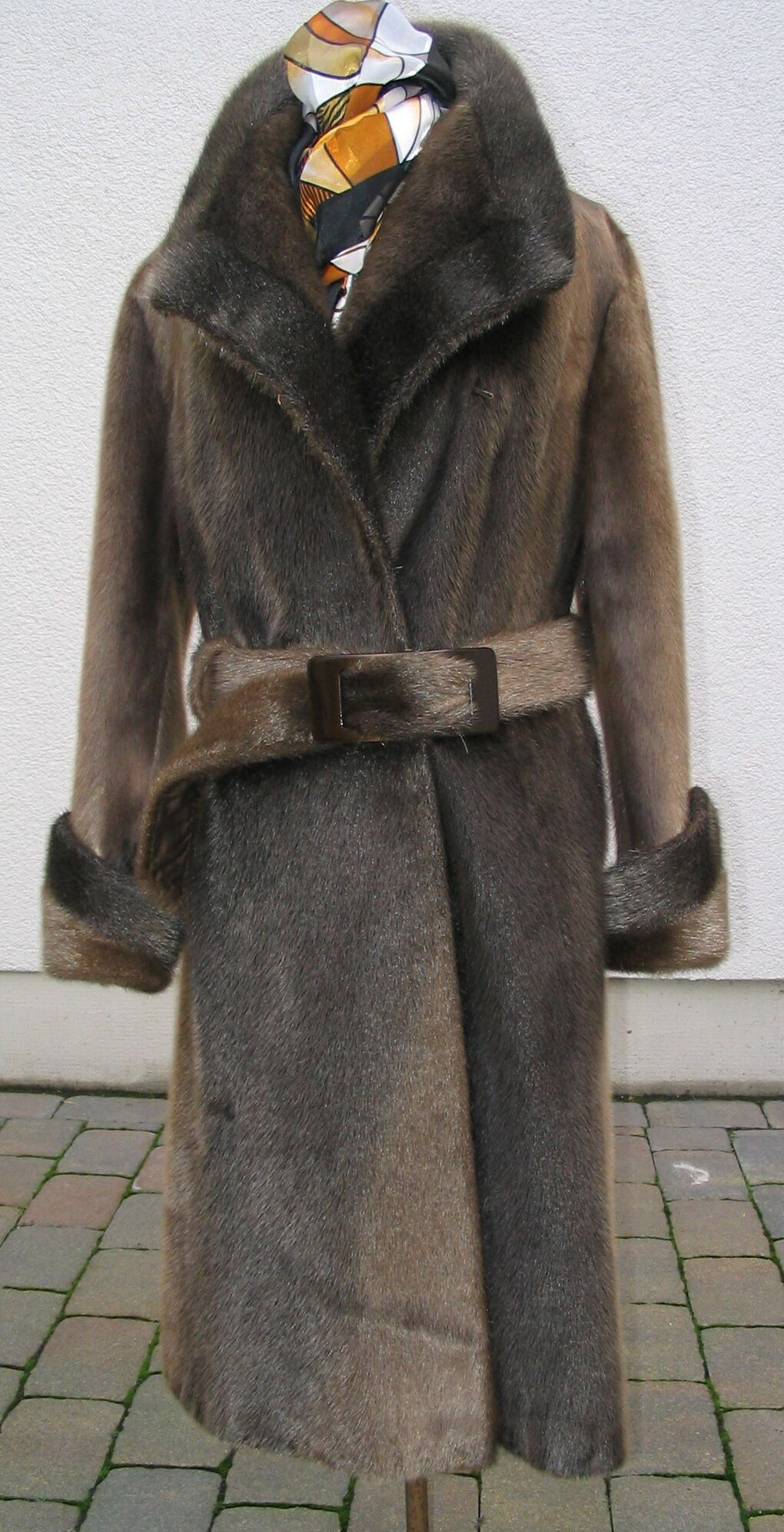
海豹皮大衣

毛皮是指动物带毛的皮革，一般用于制作御寒服装，也有用于服装装饰部分的，有的动物保护组织认为不人道，组织抵制毛皮服装活动，美国于2000年颁布法律禁止进出口和买卖猫和狗的毛皮以保护宠物。由於剝取動物毛皮殘忍而且沒必要，所以已有多個國際知名品牌摒棄使用動物毛皮作為時裝材料。
动物毛皮的毛一般分为两种或三种，底层的为绒毛，细而轻，但产量低，价格高；上层为刚毛，毛皮的颜色通常都来自刚毛，有的动物还有中层毛。
通常应用的毛皮有羊、兔、狗的等，比较名贵的有狐狸、海獭、貂、海狸鼠、海豹的毛皮等，常用做大衣、帽子、围巾的材料，比较厚重的毛皮如熊、狼的毛皮一般作为褥子、挂毯等材料。
如果去除毛为皮革，如羊皮，皮革作为制鞋的材料更为常用，也可用于制作服装。
单独的毛也是纺织的材料，羊毛是最常用的材料，山羊绒轻软，比较名贵，在印度非常流行藏羚羊绒制作的围巾，轻软可从戒指孔中穿过。中国的毛笔中的狼毫是用黄鼠狼尾部、山羊或兔的刚毛制作的。
根据国际保护动物组织的统计，每年在全世界有8百万张动物皮毛在进行交易，在世界各地的动物养殖场还有3千万头以上的生产皮毛动物。
由于对毛皮的需要，现在也有许多种人造毛皮在生产。

## 延伸阅读
[在维基数据编辑]
 《欽定古今圖書集成·經濟彙編·禮儀典·裘部》，出自陈梦雷《古今圖書集成》